# 狗不理包子

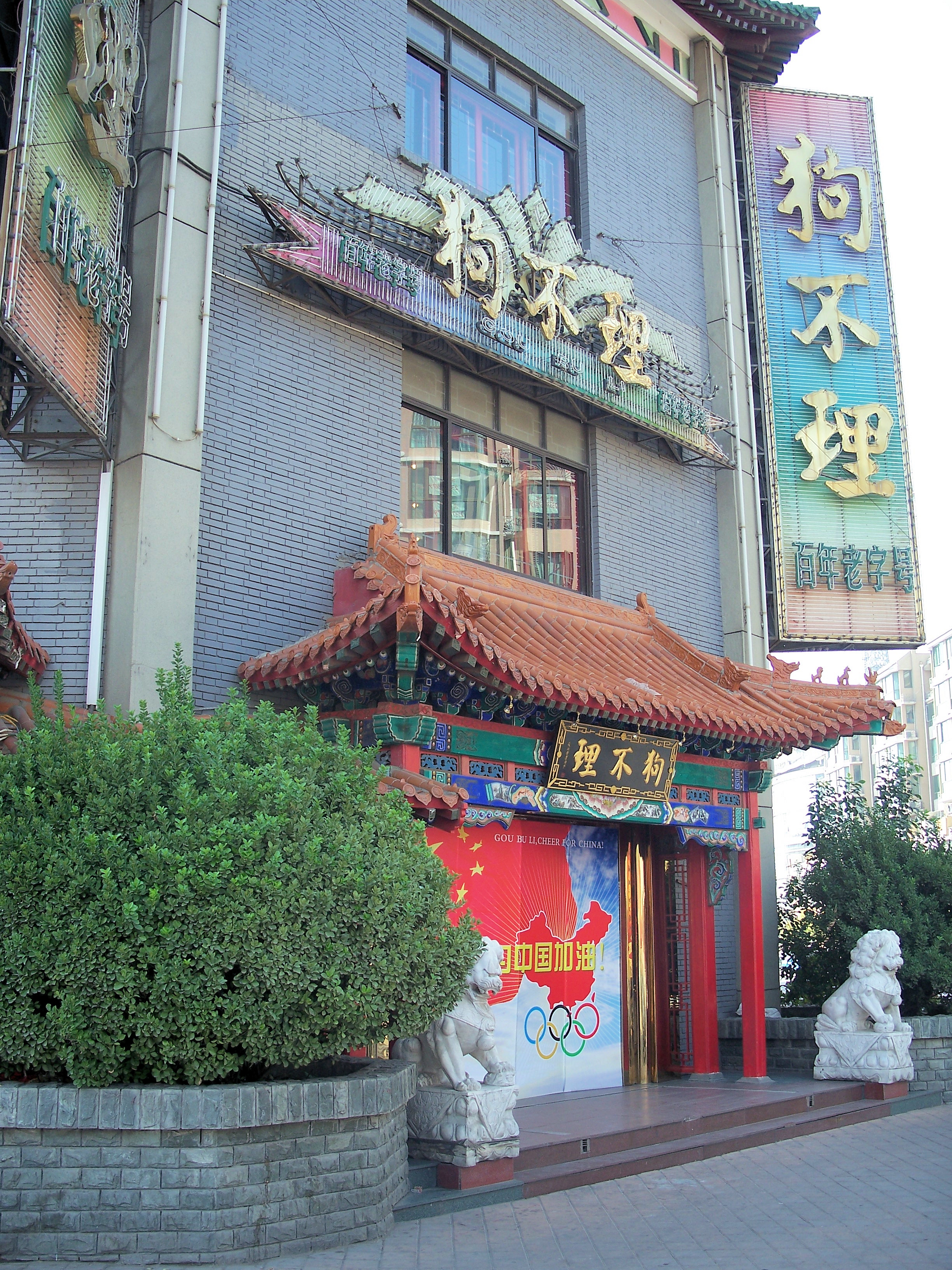
天津狗不理包子店

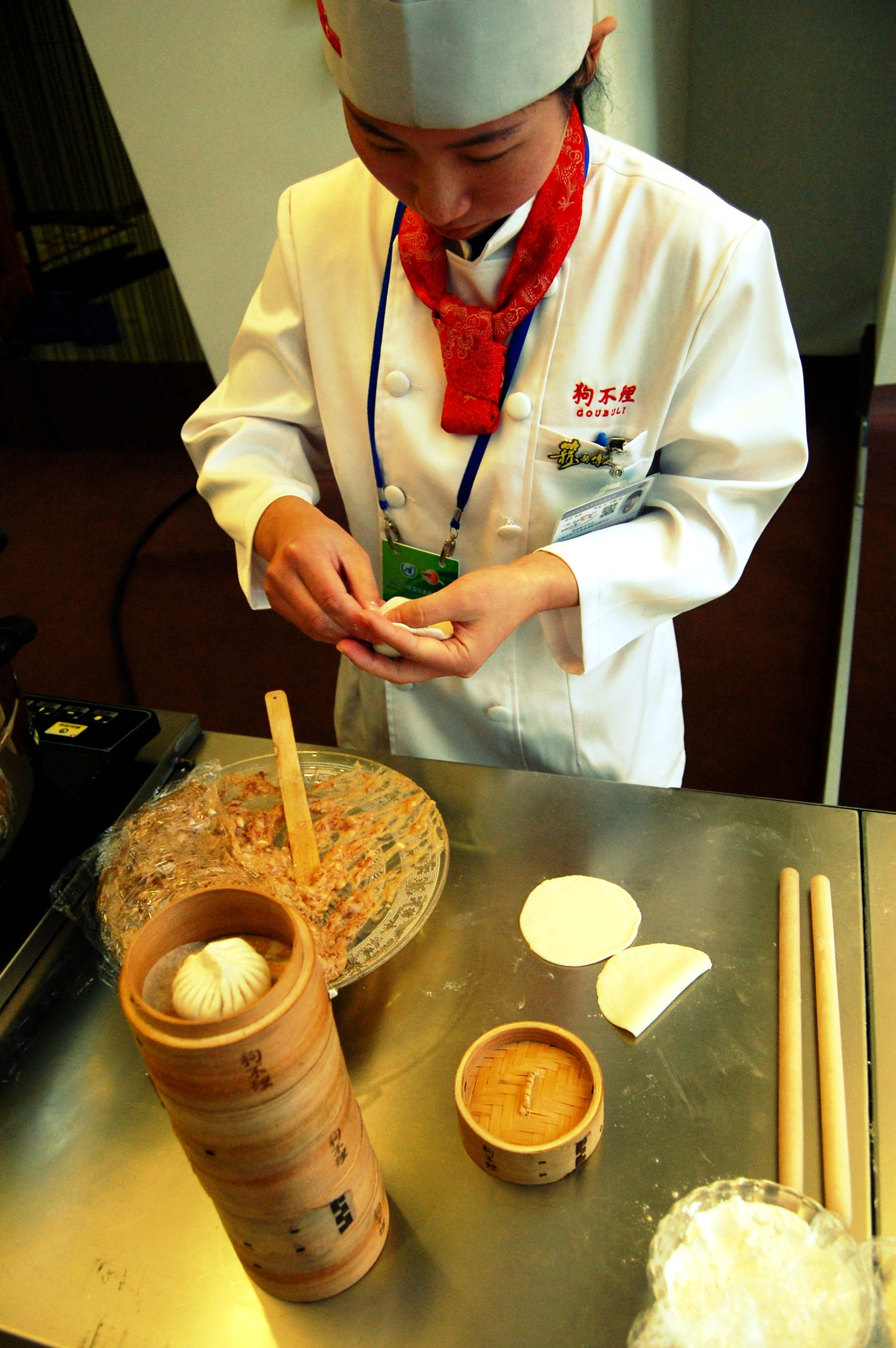
狗不理包子的包制过程

狗不理包子创立于1858年，為中国天津著名小吃，“天津三绝”之首，是中华老字号之一。在1960年代开始向国外出口速冻食品，现在中国各地开有多家分店。

## 历史
狗不理始于清朝咸丰年间（1858年），由直隶省武清县下朱庄人高贵友创始，高贵友乳名叫“狗子”，他自幼居於天津，在当时南运河畔的刘家蒸吃铺做帮工和学徒，高贵友用3年掌握做包子和其他面食的手艺，然後开办一家名“德聚号”的小吃铺，专营包子。
由于当时德聚号的包子色香味形俱佳，生意十分兴隆，高贵友忙得顾不上跟顾客说话，因此，很多顾客都戏称他为“狗子卖包子，不理人”。“狗不理”便因此得名，而他所经营的包子也被称作“狗不理包子” 。
1920年代，随着天津市商业中心南移并向租界靠拢，狗不理包子店也搬至天津法租界的天祥市场（今天津劝业场）附近，但搬迁后經營人老化、生意萧条甚至一度停业。中华人民共和国成立后，很多私人商铺纷纷公私合营，卻使得狗不理走向事業化而得以延續下去，1956年3月15日，天津市国有饮食公司在和平区山东路丰泽园饭庄旧址开设了天津狗不理包子铺，此后，中国国家领导人多次光顾。

## 近况

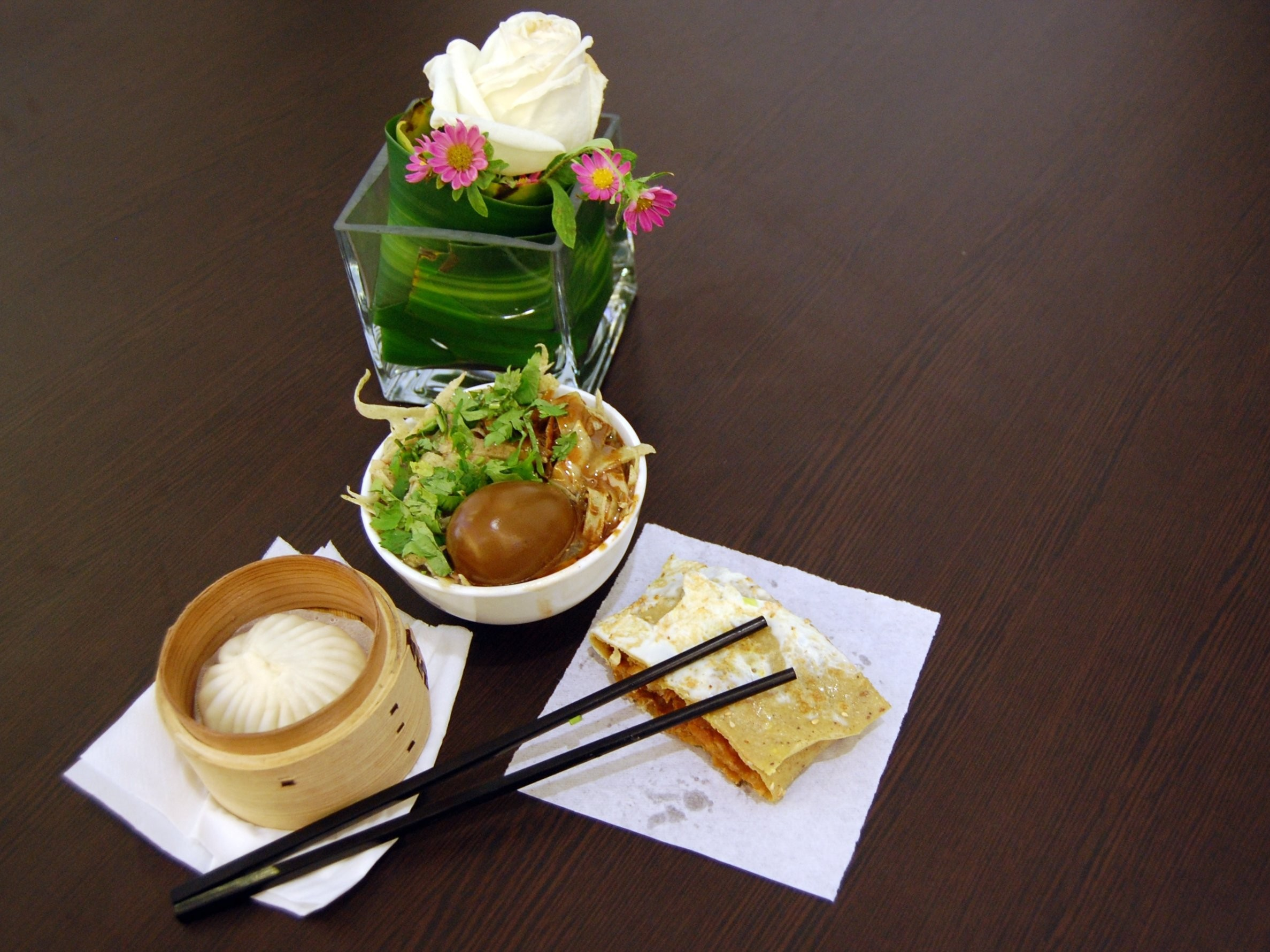
狗不理包子、锅巴菜和煎饼果子

- 1988年，狗不理包子铺扩建并增加雅间，成为一家规格较高的酒楼。
- 1992年，狗不理集团正式组建，成为天津市餐馆业的翘楚。
- 2005年，拥有147年历史的天津狗不理包子店，由另外一家百年老店同仁堂以一亿零六百万人民币投标并购。
- 2008年2月25日，天津狗不理和平路大酒店英文“Go Believe”的招牌挂到狗不理的店门前，正式成为狗不理的英文店名。此举，一时掀起了老字号起洋名的舆论关注和讨论。不过美国作家西德尼·谢尔顿1985年已经在他的名著《If Tomorrow Comes（英语：If Tomorrow Comes (novel)）》（假如明天来临）中将Goubuli，a kind of Chinese dumpling纳入到英文作品中。
- 尽管狗不理名声远扬，但由于其逐年涨价，平民美食包子反而价格高企，导致近年来普通消费者差评不断[3]。狗不理营销则逐渐分化，提供多樣化的選擇，一边减少门店走高端餐饮路线，一边生产冷冻包子促进利润[4]。

## 制作方法

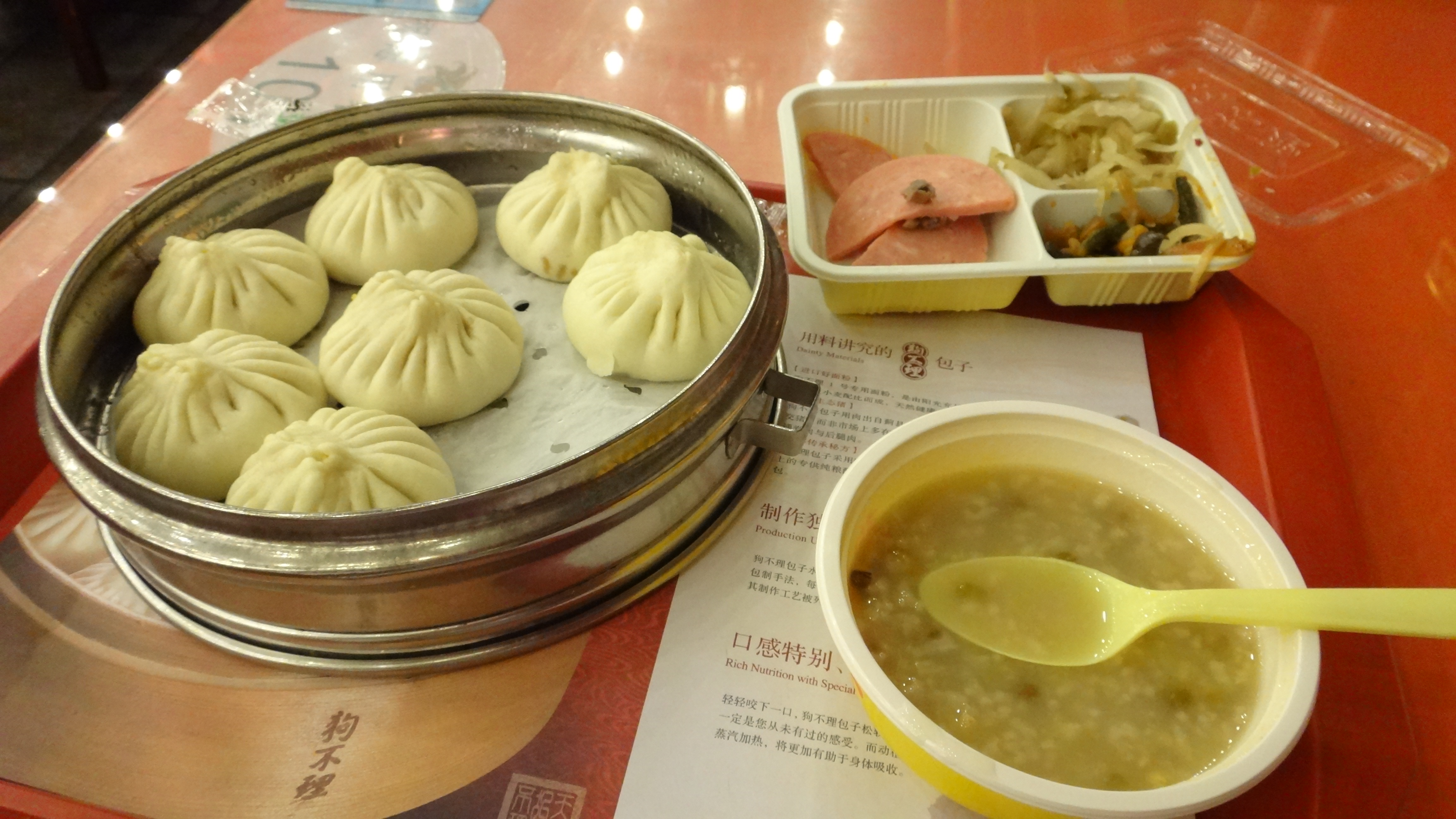
狗不理包子连锁店中的套餐

狗不理包子高贵友以3比7的比例将肥瘦鲜猪肉和匀并加上适量的水、排骨汤和肚汤，并佐以香油、酱油、薑末、葱末制作成馅。包子皮则将半发面搓条、放剂之后，擀成直径8.5厘米且薄厚均匀的圆形皮。包馅时用手指捏折并褶捻开，使18个褶花疏密一致，最后将包子用硬气蒸制而成。
不加酱，用口蘑鸡汤和馅，皮用半发面（发面和硬面混合），而且比其他包子小巧，因此口味鲜美，大受欢迎。因为当时制作方法并没有专利权，被许多店家模仿，目前已成为天津包子的普通形象，但狗不理的包子更为精益求精。

## 品牌保护
1980年在中华人民共和国恢复商标管理之初，狗不理就完成了商品商标注册。1992年狗不理服务商标成为国家首批注册的服务商标。目前狗不理商品商标已在11项国际分类中注册，服务商标于1999年获国家工商行政管理总局商标局认定为“中国驰名商标”，这是对其品牌的商业价值的肯定。

## 分店
1980年代开始特许连锁经营。1980年，北京华天饮食集团公司将狗不理引入北京，并在地安门开设了狗不理在全国的第1家分店。2004年，狗不理在台湾开业。在天津，狗不理集团已拥有酒楼数十个，其中有十余家为直营酒楼，包括：山东路老店、和平路大酒店、水上大酒楼、食品街酒楼、津湾广场店、睦南道贵宾楼、十一经路店、中山路店、滨海大酒楼。此外，狗不理集团还在天津开设多家狗不理快餐店。

## 媒体宣传
- 电视剧：狗不理传奇
- 2000年春节联欢晚会，冯巩和郭冬临表演的相声《旧曲新歌》中用天津快板使全中国人民知道了狗不理包子的“薄皮儿大馅儿十八个褶儿，就像一朵花”。